# Murad-Tor

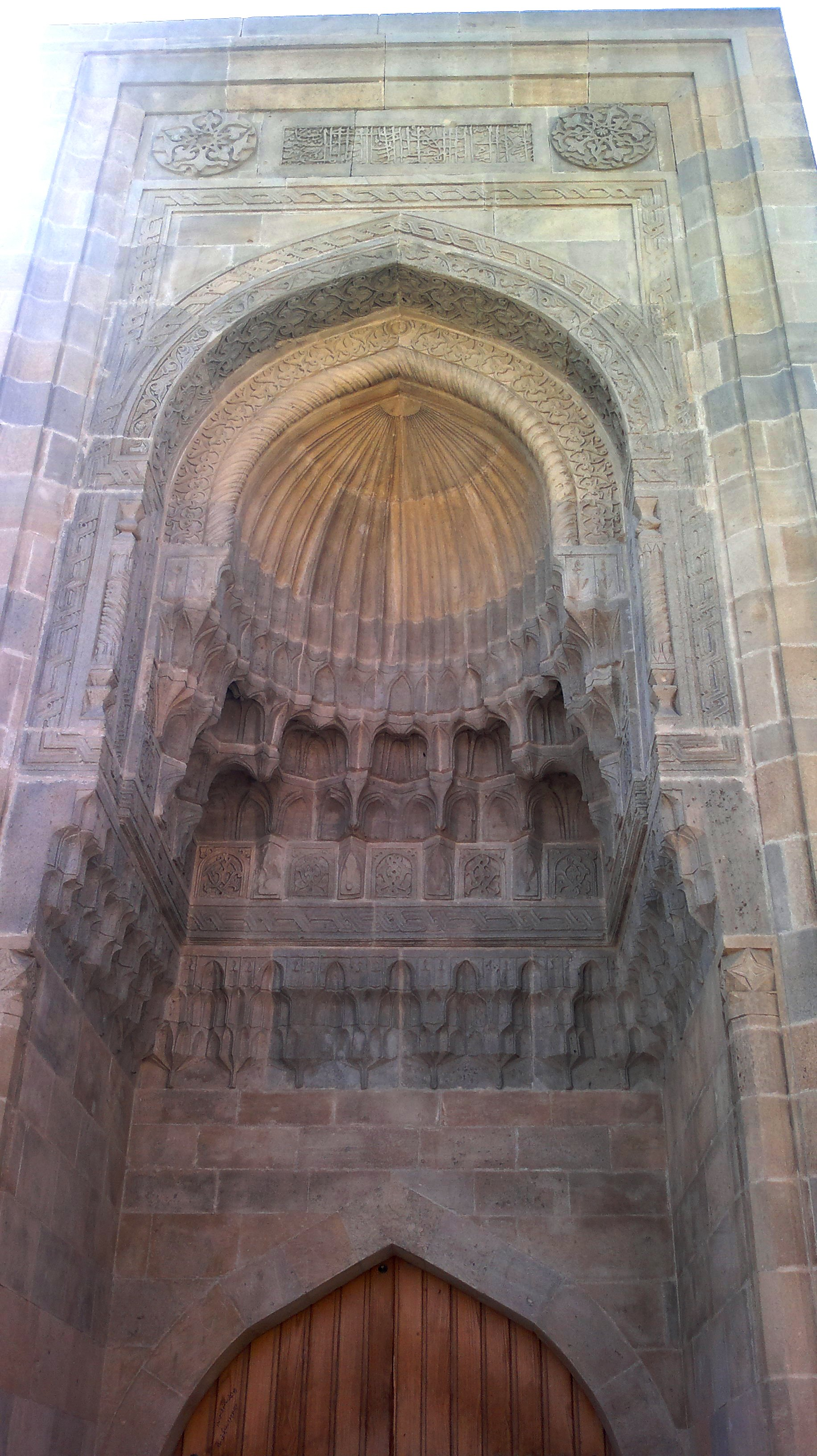
Muqarnas über dem Tor

Das Murad-Tor (aserbaidschanisch Murad qapıları) ist das Osttor des Palastes der Schirwanschahs in der Innenstadt von Baku, die 2000 zum Weltkulturerbe der UNESCO ernannt wurde. Das Tor wurde 1585 errichtet und zu Ehren des Sultans Murad III. benannt. Die Inschrift im Oberteil  nimmt im Gegensatz zu anderen Toren des frühen Typs nur den mittleren Teil der Portalnische ein und ist von Pflanzenmustern eingefasst.